# Касті (Ляене-Сааре)
Ка́сті (ест. Kasti küla) — село в Естонії, у волості Ляене-Сааре повіту Сааремаа.

## Населення
Чисельність населення на 31 грудня 2011 року становила 34 особи.

## Географія
Касті розташоване на березі однойменної бухти (Kasti laht). На південний захід від села лежить озеро Касті (Kasti lahjuke).
Через село проходить автошлях 136 (Вайвере — Вятта)

## Історія
Історично Касті належало до приходу Пюга (Püha kihelkond).
До 12 грудня 2014 року село входило до складу волості Каарма.

## Пам'ятки природи
На південь від села розташовується ландшафтний заповідник Касті (Kasti MKA) площею 193,7 га (58°14′57″ пн. ш. 22°38′32″ сх. д. / 58.24917° пн. ш. 22.64222° сх. д.).